# لارين سكوت
لارين سكوت (بالإنجليزية: L'Wren Scott)‏ أو لورا بامبروغ. ولدت في28 أبريل عام 1964 وتوفيت في 17 مارس عام 2014. هي عارضة أزياء أمريكية، ومصممة الأزياء. وتعتبر أيقونة موضة وزبائنها من مشاهير الفن والسياسة.

## روابط خارجية
- لارين سكوت على موقع IMDb (الإنجليزية)
- لارين سكوت على موقع ديسكوغز (الإنجليزية)
- لارين سكوت على موقع قاعدة بيانات الفيلم (الإنجليزية)